# The Main Ingredient

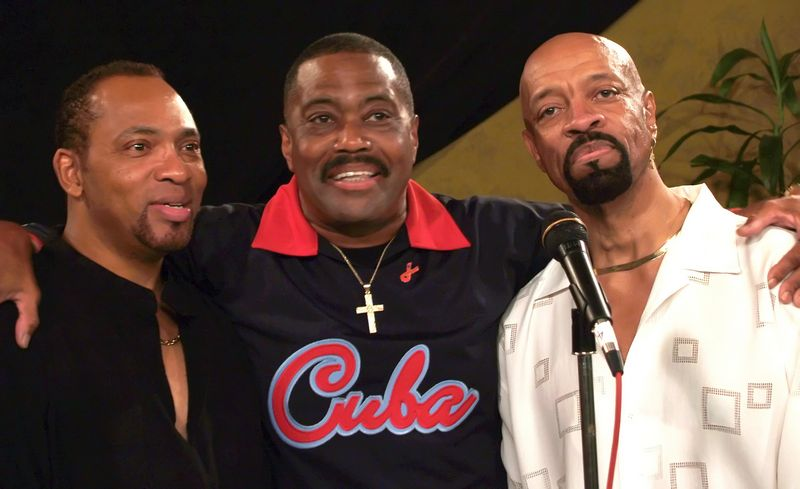
The Main Ingredient (2008)

The Main Ingredient ist eine US-amerikanische Soul- und R&B-Formation aus Harlem, die ihre größten Erfolge in den 1970er Jahren feierte.

## Geschichte
Die Gruppe gründete sich 1964 unter dem Namen The Poets. Gründungsmitglieder waren Leadsänger Donald McPherson, Luther Simmons Jr. und Tony Silvester. Nachdem sie einige Aufnahmen bei kleineren, lokalen Labels hatten, benannten sie sich in The Insiders um. Es folgte ein Plattenvertrag mit RCA Records. Im Jahr 1966 änderten sie ihren Namen ein drittes und letztes Mal in The Main Ingredient.
Die Gruppe schloss sich Bert DeCoteaux an, der ihren ersten US-Top-30-Hit produzierte: You’ve Been My Inspiration. Es folgten I’m So Proud (die Cover-Version eines Liedes von The Impressions), Spinning Around (I Must Be Falling in Love) und Black Seeds Keep on Growing, die sich allesamt noch besser in den Charts platzierten.
1971 verstarb Donald McPherson unerwartet an Leukämie und Cuba Gooding senior (der Vater des Schauspielers Cuba Gooding junior) nahm seinen Platz ein. Seine erste Single mit dieser Gruppe war Everybody Plays the Fool aus dem Jahr 1972, der der Gruppe nicht nur eine Goldene Schallplatte (RIAA Zertifizierung) einbrachte, sondern sich auch in den Top 5 sowohl der Pop- als auch der R&B-Single-Charts platzierte. Ebenfalls Goldstatus hatte Just Don’t Want to Be Lonely aus dem Jahr 1974.
Tony Silvester verließ 1976 die Gruppe, um nicht nur eine Solokarriere zu beginnen, sondern auch, um mit Bert DeCoteaux eine eigene Produktionsfirma zu gründen. Er wurde kurzzeitig durch Carl Tompkins ersetzt, aber im darauf folgenden Jahr löste sich die Gruppe auf. Cuba Gooding senior ging zu Motown und Luther Simmons Jr. wurde Börsenmakler. Die Gruppe vereinigte sich noch zwei Mal in der Formation Silverman, Simmons, Gooding – einmal von 1979 bis 1982 und noch einmal im Jahr 1986. Ihre Veröffentlichungen waren aber nicht ansatzweise so erfolgreich wie in den 1970er Jahren. Luther Simmons Jr. wurde nochmal kurzzeitig durch Jerome Jackson ersetzt. Im Jahr 1999 formierte sich The Main Ingredient nochmals mit Carlton Blount als neuem Leadsänger. Tony Silvester starb am 27. November 2006 im Alter von 65 Jahren.
In Deutschland wurde The Main Ingredient nochmals Ende der 1990er Jahre bekannt, als die Gruppe Freundeskreis für ihr Lied Esperanto den Track That Ain’t My Style vom Album Rolling Down a Mountainside sampelte. Im Jahr 2005 schaffte es das gleiche üppig-feine Piano-Streicher-Arrangement mit dem Lied On My Knees von der Gruppe The 411 erneut in die Charts.

## Diskografie

### Studioalben
| Jahr | Titel Musiklabel Katalog-Nr.                    | Höchstplatzierung, Gesamtwochen, AuszeichnungChartplatzierungen (Jahr, Titel, Musiklabel Katalog-Nr., Platzierungen, Wochen, Auszeichnungen, Anmerkungen) | Höchstplatzierung, Gesamtwochen, AuszeichnungChartplatzierungen (Jahr, Titel, Musiklabel Katalog-Nr., Platzierungen, Wochen, Auszeichnungen, Anmerkungen) | Anmerkungen |
| Jahr | Titel Musiklabel Katalog-Nr.                    | US | R&B | Anmerkungen |
| ---- | ----------------------------------------------- | --- | --- | --- |
| 1970 | L. T. D. RCA Victor 4253                        | US200 (1 Wo.)US | — | Erstveröffentlichung: August 1970 Produzenten: Luther Simmons, Tony Silvester, Donald McPherson                |
| 1971 | Tasteful Soul / Spinning Around RCA Victor 4412 | US146 (9 Wo.)US | R&B26 (13 Wo.)R&B | Erstveröffentlichung: März 1971 Produzenten: Luther Simmons, Tony Silvester, Donald McPherson                  |
| 1971 | Black Seeds RCA Victor 4483                     | US176 (5 Wo.)US | R&B35 (4 Wo.)R&B | Erstveröffentlichung: September 1971 Produzenten: Luther Simmons, Tony Silvester, Donald McPherson             |
| 1972 | Bitter Sweet RCA Victor 4677                    | US79 (27 Wo.)US | R&B10 (33 Wo.)R&B | Erstveröffentlichung: Juni 1972 Supervisor: Buzz Willis Produzenten: Luther Simmons, Tony Silvester            |
| 1973 | Afrodisiac RCA Victor 4834                      | US132 (13 Wo.)US | R&B16 (14 Wo.)R&B | Erstveröffentlichung: April 1973 Produzenten: Luther Simmons, Tony Silvester, Cuba Gooding senior              |
| 1974 | Euphrates River RCA Victor 0335                 | US52 (31 Wo.)US | R&B8 (29 Wo.)R&B | Erstveröffentlichung: Februar 1974 Produzenten: Luther Simmons, Tony Silvester, Cuba Gooding senior            |
| 1975 | Rolling Down a Mountainside RCA Victor 0644     | US90 (12 Wo.)US | R&B3 (14 Wo.)R&B | Erstveröffentlichung: April 1975 Produzenten: Luther Simmons, Ed Townsend, Cuba Gooding senior                 |
| 1975 | Shame on the World RCA Victor 1003              | US158 (8 Wo.)US | R&B27 (10 Wo.)R&B | Erstveröffentlichung: November 1975 Produzenten: Luther Simmons, Cuba Gooding senior                           |
| 1977 | Music Maximus RCA Victor 1558                   | US177 (3 Wo.)US | — | Erstveröffentlichung: Februar 1977 Produzenten: Luther Simmons, Cuba Gooding senior                            |
| 1980 | Ready for Love RCA Victor 3641                  | — | R&B69 (5 Wo.)R&B | Erstveröffentlichung: August 1980 feat. Cuba Gooding Produzenten: Luther Simmons, Cuba Gooding, Tony Silvester |
| 1989 | I Just Wanna Love You Polydor 841 249           | — | R&B59 (21 Wo.)R&B | Erstveröffentlichung: November 1989 Produzenten: Ray Barnes, Tony Coleman, Charlie Wallert, Rick Timas         |

Weitere Studioalben
- 1981: I Only Have Eyes for You (RCA Victor 3963)
- 2001: Pure Magic (Magnatar 1103)

### Kompilationen
| Jahr | Titel Musiklabel Katalog-Nr.  | Höchstplatzierung, Gesamtwochen, AuszeichnungChartplatzierungen (Jahr, Titel, Musiklabel Katalog-Nr., Platzierungen, Wochen, Auszeichnungen, Anmerkungen) | Höchstplatzierung, Gesamtwochen, AuszeichnungChartplatzierungen (Jahr, Titel, Musiklabel Katalog-Nr., Platzierungen, Wochen, Auszeichnungen, Anmerkungen) | Anmerkungen                        |
| Jahr | Titel Musiklabel Katalog-Nr.  | US | R&B | Anmerkungen                        |
| ---- | ----------------------------- | --- | --- | ---------------------------------- |
| 1973 | Greatest Hits RCA Victor 0314 | — | R&B32 (15 Wo.)R&B | Erstveröffentlichung: Oktober 1973 |
| 1976 | Super Hits RCA Victor 1858    | — | R&B46 (4 Wo.)R&B | Erstveröffentlichung: Juli 1976    |

Weitere Kompilationen
- 1989: All Time Greatest Hits (RCA 9591)
- 1990: Golden Classics (Collectables 5101)
- 1996: A Quiet Storm (RCA 07863 66860)
- 2000: Greatest Hits: The Encore Collection (BMG Special Products 75517446972)
- 2004: Greatest Hits (Collectables)
- 2005: Everybody Plays the Fool: The Best of the Main Ingredient (Rhythm & Soul 82876 692132)
- 2007: The Spinning Around: Singles 1967–1975 (Kent Soul 274)

### Singles
| Jahr | Titel Album                                               | Höchstplatzierung, Gesamtwochen, AuszeichnungChartplatzierungen (Jahr, Titel, Album, Platzierungen, Wochen, Auszeichnungen, Anmerkungen) | Höchstplatzierung, Gesamtwochen, AuszeichnungChartplatzierungen (Jahr, Titel, Album, Platzierungen, Wochen, Auszeichnungen, Anmerkungen) | Anmerkungen |
| Jahr | Titel Album                                               | US | R&B | Anmerkungen |
| ---- | --------------------------------------------------------- | --- | --- | --- |
| 1970 | You’ve Been My Inspiration L. T. D.                       | US64 (9 Wo.)US | R&B25 (10 Wo.)R&B | Erstveröffentlichung: Mai 1970 Autoren: Simmons, Silvester, McPherson                                           |
| 1970 | I’m Better Off Without You Tasteful Soul                  | US91 (2 Wo.)US | — | Erstveröffentlichung: September 1970 Autoren: Simmons, Silvester, McPherson                                     |
| 1970 | I’m So Proud Tasteful Soul                                | US49 (13 Wo.)US | R&B13 (14 Wo.)R&B | Erstveröffentlichung: Dezember 1970 Autor: Curtis Mayfield Original: The Impressions, 1964                      |
| 1971 | Spinning Around (I Must Be Falling in Love) Tasteful Soul | US52 (9 Wo.)US | R&B7 (12 Wo.)R&B | Erstveröffentlichung: März 1971 Autoren: Simmons, Silvester, McPherson                                          |
| 1971 | Black Seeds Keep on Growing Black Seeds                   | US97 (3 Wo.)US | R&B15 (9 Wo.)R&B | Erstveröffentlichung: Juli 1971 Autor: Donald McPherson                                                         |
| 1972 | Everybody Plays the Fool Bitter Sweet                     | US3 Gold · (18 Wo.)US | R&B2 (19 Wo.)R&B | Erstveröffentlichung: Juni 1972 Autoren: James Bailey, Rudy Clark, Kenneth Williams                             |
| 1972 | You’ve Got to Take It (If You Want It) Bitter Sweet       | US46 (9 Wo.)US | R&B18 (12 Wo.)R&B | Erstveröffentlichung: November 1972 Autor: Ed Townsend                                                          |
| 1973 | You Can Call Me Rover Afrodisiac                          | — | R&B34 (6 Wo.)R&B | Erstveröffentlichung: April 1973 Autoren: James Bailey, Mel Kent, Kenneth Williams                              |
| 1973 | Girl Blue Afrodisiac                                      | — | R&B51 (11 Wo.)R&B | Erstveröffentlichung: Juli 1973 Autoren: Stevie Wonder, Syreeta Wright Original: Stevie Wonder, 1972            |
| 1974 | Just Don’t Want to Be Lonely Euphrates River              | US10 Gold · (20 Wo.)US | R&B8 (20 Wo.)R&B | Erstveröffentlichung: Januar 1974 Autoren: Vinnie Barrett, Bobby Eli, John Freeman Original: Ronnie Dyson, 1973 |
| 1974 | Happiness Is Just Around the Bend Euphrates River         | US35 (12 Wo.)US | R&B7 (16 Wo.)R&B | Erstveröffentlichung: Juni 1974 Autor: Brian Auger Original: Brian Auger’s Oblivion Express, 1973               |
| 1974 | California My Way Euphrates River                         | US75 (3 Wo.)US | R&B48 (9 Wo.)R&B | Erstveröffentlichung: Oktober 1974 Autor: Willie Hutch Original: The 5th Dimension, 1967                        |
| 1975 | Rolling Down a Mountainside                               | US92 (3 Wo.)US | R&B7 (14 Wo.)R&B | Erstveröffentlichung: März 1975 Autoren: Bob Hilliard, Leon Ware Original: Third Creation, 1973                 |
| 1975 | The Good Old Days Rolling Down a Mountainside             | — | R&B45 (9 Wo.)R&B | Erstveröffentlichung: Juli 1975 Autor: Leonard Perry                                                            |
| 1975 | Shame on the World                                        | — | R&B20 (15 Wo.)R&B | Erstveröffentlichung: November 1975 Autor: Rene Hall                                                            |
| 1976 | Instant Love Music Maximus                                | — | R&B96 (2 Wo.)R&B | Erstveröffentlichung: April 1976 Autoren: Jacqueline Hilliard, Leon Ware                                        |
| 1980 | Think Positive Ready for Love                             | — | R&B69 (5 Wo.)R&B | Erstveröffentlichung: August 1980 feat. Cuba Gooding Autoren: Cecil Shaw, Lamarco Nesbit                        |
| 1986 | Do Me Right –                                             | — | R&B75 (5 Wo.)R&B | Erstveröffentlichung: August 1986 Autoren: Kenny Beck, Larry Wedgeworth                                         |
| 1989 | I Just Wanna Love You                                     | — | R&B15 (18 Wo.)R&B | Erstveröffentlichung: September 1989 Autoren: Ray Barnes, Tony Coleman                                          |
| 1990 | Nothing’s Too Good for My Baby I Just Wanna Love You      | — | R&B29 (11 Wo.)R&B | Erstveröffentlichung: September 1990 Autoren: Joe Ericksen, Tom Snow                                            |

Weitere Singles
- 1965: Merry Christmas Baby (als The Poets)
- 1966: Chapel Bells Are Calling (als The Insiders)
- 1967: I’m Better Off Without You (als The Insiders)
- 1967: If You Had a Heart (als The Insiders)
- 1969: I Was Born to Lose You
- 1969: Brotherly Love
- 1970: Need Her Love (Mr. Bugler)
- 1970: Can’t Stand Your Love
- 1971: I’m Leaving This Time
- 1981: I Only Have Eyes for You (feat. Cuba Gooding)
- 1986: If I Were Your Woman (If You Were My Woman)
- 2001: We Got Us
- 2008: Evening of Love

### Sonstige Chartplatzierungen
| Jahr | Titel Album                                  | Höchstplatzierung, Gesamtwochen, AuszeichnungChartsChartplatzierungen (Jahr, Titel, Album, Platzierungen, Wochen, Auszeichnungen, Anmerkungen) | Anmerkungen                               |
| Jahr | Titel Album                                  | UK | Anmerkungen                               |
| ---- | -------------------------------------------- | --- | ----------------------------------------- |
| 1974 | Just Don’t Want to Be Lonely Euphrates River | UK27 (7 Wo.)UK | Erstveröffentlichung (UK): 12. April 1974 |